# Messenger Kids
Messenger Kids là ứng dụng nhắn tin được Facebook phát hành vào tháng 12 năm 2017. Nền tảng này được thiết kế cho đối tượng chính là trẻ nhỏ như là một lựa chọn thay thế an toàn hơn của nền tảng Facebook Messenger. Người dùng có thể đăng ký bằng họ và tên thay vì số điện thoại. Ban đầu nó được ra mắt cho máy tính bảng iPad chỉ có hệ điều hành iOS ở Hoa Kỳ, mặc dù sau đó hỗ trợ cho các thiết bị iPhone và Android đã được thêm vào và nó đã được triển khai ở Canada, Peru và Mexico.
Cha mẹ có quyền giám sát và kiểm soát, với các yêu cầu về xác minh danh tính và phê duyệt các địa chỉ liên hệ. Không có mua hàng trong ứng dụng cũng như không có quảng cáo và do đó dữ liệu không được thu thập cho mục đích quảng cáo, tài khoản của trẻ em không hiển thị trong tìm kiếm trên Facebook và tài khoản của trẻ sẽ tự động chuyển sang tài khoản Facebook chính thức khi trẻ tròn 13 tuổi (độ tuổi tối thiểu để đăng ký Facebook). Nó có bộ lọc và thấu kính thực tế tăng cường, cùng với các trò chơi và nội dung giáo dục.

## Chỉ trích
Mặc dù đã được chứng nhận an toàn bởi Đạo luật bảo vệ quyền riêng tư của trẻ em trên mạng (COPPA), ứng dụng vẫn nhận phải nhiều chỉ trích và lo ngại, chủ yếu là do nó thu thập nội dung của tin nhắn và ảnh được gửi bởi trẻ vị thành niên, cũng như mục đích nhằm cố gắng thu hút trẻ em chưa đủ tuổi tham gia vào trải nghiệm Facebook. Bộ trưởng Y tế Jeremy Hunt của Vương quốc Anh đã chỉ trích công khai sáng kiến này, tweeting rằng công ty nên "tránh xa con tôi" và "Facebook nói với tôi họ sẽ quay lại với những ý tưởng để NGĂN NGỪA việc sử dụng sản phẩm của họ ở độ tuổi vị thành niên, nhưng thay vào đó họ đang tích cực nhắm mục tiêu đến trẻ nhỏ hơn ".